# Congrès national tibétain
Le Congrès national tibétain (tibétain : བོད་རྒྱལ་ཡོངས་རང་བཙན་ལྷན་ཚོགས།, Wylie : bod rgyal yongs rang btsan lhan tshogs, THL : Bhod Gyalyong Rangzen Lhentsog) est un parti politique tibétain fondé le 13 février 2013 à l'initiative de Tibétains en exil prônant l'indépendance du Tibet. Il a été
lancé le jour de sa fondation marquant le centenaire de la Proclamation d'indépendance du Tibet à la Tibet House à New York aux États-Unis et à la Mairie de Paris en France. Jigme Ugen en est le président. Lors de l'élection du Premier ministre tibétain de 2016, ce parti a accordé son investiture à Lukar Jam Atsok.